# Murder Ballads
Murder Ballads – dziewiąty studyjny album Nick Cave and the Bad Seeds, wydany w 1996 przez Mute Records. Tak jak wskazuje na to tytuł, album zawiera nowe oraz tradycyjne „murder ballads”, które jako rodzaj ballady znane są już od średniowiecza. Ten typ twórczości zawsze związany jest z popełnionym przestępstwem i zwykle opowiada o zemście, której dokonuje ofiara na swoim mordercy.
Zawarty na płycie utwór pod tytułem „Where the Wild Roses Grow”, duet, który Cave zaśpiewał z Kylie Minogue, był jednym z największych przebojów artysty i otrzymał nagrodę ARIA Awards w 1996. Oprócz Kylie Minogue na płycie wystąpiła dwójka innych znanych wokalistów, a mianowicie PJ Harvey oraz już wcześniej współpracujący Shane MacGowan.
Murder Ballads stał się jednym z najlepiej sprzedawanych albumów zespołu, do dziś. Z całą pewnością jest to zasługa, niespodziewanego, wielokrotnego, odtwarzania teledysku „Where the Wild Roses Grow" (reż. Rocky Schenck) na antenie MTV. Stacja telewizyjna MTV mianowała także Cave'a jako najlepszego „męskiego artystę roku”. Nominacja, ta została później wycofana na skutek prośby samego Nicka Cave'a.

## Utwory
- Wszystkie są autorstwa Nicka Cave'a chyba że opisano inaczej.

1. „Song of Joy” – 6:47 (Nick Cave/John Milton)
2. „Stagger Lee” – 5:15 (trad./Nick Cave and The Bad Seeds)
3. „Henry Lee” – 3:58 (trad./Cave)
4. „Lovely Creature” – 4:13 (Blixa Bargeld/Martyn P. Casey/Nick Cave/Mick Harvey/Thomas Wydler)
5. „Where the Wild Roses Grow” – 3:57
6. „The Curse of Millhaven” – 6:55
7. „The Kindness of Strangers” – 4:39
8. „Crow Jane” – 4:14 (Martyn P. Casey/Nick Cave)
9. „O’Malley's Bar” – 14:28
10. „Death Is Not the End” – 4:26 (Bob Dylan)

## Skład zespołu

### The Bad Seeds
- Nick Cave - Śpiew (1,2,3,4,5,6,7,8,9,10), Pianino (1,5,8,9), Organy (1,2,4,6,10), Organy Hammonda (1), Strzały z pistoletu (2), Aranżacja instrumentów smyczkowych (5)
- Blixa Bargeld - Gitara (1,2,3,4,5,6,7,8,10), Krzyki (2), Śpiew (10)
- Martyn P. Casey - Gitara Basowa (1,2,3,4,5,7,8)
- Mick Harvey - Perkusja (1), Gitara (2,4,5,7,10), Gitara akustyczna (3,5), Organy (3), Organy wiatrowe (4), Śpiew (5), Aranżacja instrumentów smyczkowych (5), Gitara Basowa (6,9), Organy Hammonda (8), Instrumenty perkusyjne (9)
- Conway Savage - Pianino (2,3,4,7,10), Śpiew (5), Organy (9)
- Jim Sclavunos - Perkusja (2,8), Instrumenty perkusyjne (4,10), Dzwonki (5), Tamburyn (6)
- Thomas Wydler - Marakasy (2), Perkusja (3,4,5,6,7,9,10), Tamburyn (8), Śpiew (10)

### Goście
- PJ Harvey - Śpiew (3,10)
- Terry Edwards - Róg (4)
- Katharine Blake - Śpiew (4)
- Kylie Minogue - Śpiew (5,10)
- Jen Anderson - Skrzypce (5)
- Sue Simpson - Skrzypce (5)
- Kerran Coulter - Altówka (5)
- Helen Mountfort - Wiolonczela (5)
- Hugo Race - Gitara (6)
- Warren Ellis - Skrzypce (6), Akordeon (6)
- Marielle Del Conte - Śpiew (7)
- Anita Lane - Płacz (7), Śpiew (10)
- Geraldine Johnston - Śpiew (8)
- Liz Corcoran - Śpiew (8)
- Shane MacGowan - Śpiew (10)
- Brian Hooper - Gitara Basowa (10)

### The Moron Tabernacle Chór w utworze „The Curse of Millhaven”
- Nick Cave
- Martyn P. Casey
- Conway Savage
- Thomas Wydler
- Warren Ellis
- Brian Hooper
- Spencer P. Jones
- Dave Graney
- Katharine Blake
- Clare Moore
- Rowland S. Howard
- James Johnston
- Ian Johnston
- Geraldine Johnston
- Astrid Munday

## Omówienie tekstów piosenek
1. „Song of Joy” jest opowieścią o mężczyźnie, którego żona Joy oraz ich troje dzieci: Hilda, Hattie i Holly zostały zamordowane, pozostawiając mężczyznę w rozpaczy, gdy wszystko to co kochał, zostało mu odebrane. Podmiot liryczny przedstawia się jako ofiara, tekst jednak sugeruje, że to on mógł być sprawcą zbrodni. W biografii Cave'a, Bad Seed autorstwa Iana Johnstona, która towarzyszyła poprzedniemu albumowi „Let Love In”, wspomniane jest, że Cave pracuje nad nowym utworem, roboczo zatytułowanym „Red Right Hand II”. Piosenka ta miała opowiadać o mężczyźnie, któremu zamordowano troje dzieci. Tak więc jest to prawdopodobnie ten sam utwór, gdyż w treści pojawiają się słowa „in my house he wrote his red right hand, which I'm told is from Paradise Lost”.
2. Utwór „Stagger Lee” jest oparty na tradycyjnym Afroamerykańskim utworze folkowym opowiadającym historię popełnionego morderstwa przez człowieka o tym właśnie imieniu.
3. „Henry Lee” jest także oparta na melodiach tradycyjnych. Utwór ten opowiada o kobiecie, która zabija mężczyznę, gdyż on jej nie kocha. Piosenka jest śpiewana w duecie z brytyjską wokalistką PJ Harvey, z którą Cave był związany w tamtym czasie.
4. „Lovely Creature” opowiada abstrakcyjną historię o odnalezieniu miłości w śmierci. Istnieje także możliwość, interpretacji treści jako opisu opowieści o znikającym autostopowiczu.
5. „Where the Wild Roses Grow" to duet z bardzo popularną australijską wokalistka pop Kylie Minogue. Nick powiedział, że tradycyjna piosenka „The Willow Garden” zainspirowała go do napisania „Where The Wild Roses Grow". Jest to klasyczna opowieść o zbrodni popełnionej podczas randki dwojga młodych ludzi.
6. „The Curse of Millhaven” jest utworem o obłąkanej dziewczynie imieniem Loretta. Narratorka opowiada o kolejnych wstrząsających zbrodniach mających miejsce w jej rodzinnym miasteczku, raz po raz powtarzając, że „wszystkie boskie stworzenia muszą umrzeć”. Wreszcie okazuje się, że to sama Loretta stoi za przestępstwami. Miasteczko Millhaven, miejsce wydarzeń, jest fikcyjnym miejscem stworzonym ręką pisarza Petera Strauba i przelaną na papier w cyklu „The Blue Rose Murders”. Natomiast powieść tego pisarza The Throat jest w szczególności polecana przez Nicka.
7. „The Kindness of Strangers” skupia się na młodej dziewczynie o imieniu Mary Bellows, która podróżuje, aby ujrzeć ocean. Po drodze spotyka Richarda Slade'a, ale prosi go, aby nie zostawał u niej w pokoju. Jednakże po czasie wzmaga się w niej uczucie samotności i ostatecznie otwiera drzwi. W efekcie prawdopodobnie zostaje zamordowana przez Slade (aczkolwiek pozostaje to niedopowiedziane).
8. „Crow Jane” dzieli swój tytuł wraz z tradycyjnym utworem bluesowym. Wersja Cave'a jest bardzo oryginalna, gdyż Crow Jane zostaje zgwałcona przez grupę górników. Jednakże dokonuje samodzielnej zemsty, zakupując broń palną i zabijając 20 górników którzy ją zgwałcili.
9. „O’Malley's Bar” jest najdłuższym utworem na płycie. Opowiada historię mężczyzny który przychodzi do baru i zabija obecnych tam współmieszkańców z jego miasteczka. W czasie morderstwa jest rozradowany czy wręcz podniecony seksualnie, ale zostaje złapany przez policję. W samochodzie, odjeżdżającym z miejsca zbrodni, wylicza na palcach ofiary swojej zbrodni. Efekty są przerażające: utwór trwa ponad 14 minut.
10. „Death Is Not the End” w którym występuje kilkoro wokalistów, takich jak Anita Lane, Kylie Minogue, PJ Harvey, oraz Shane McGowan, a także sam Nick Cave i członkowie jego zespołu - perkusista Thomas Wydler i gitarzysta Blixa Bargeld. Każdy z nich śpiewa jedną zwrotkę w tym coverze utworu Boba Dylana. Jest to jedyny utwór, w którym nie dochodzi do morderstwa.

Całkowita liczba ofiar które są wymienione we wszystkich utworach wynosi 64, czyli średnia wynosi 5 na piosenkę.

## Inne wykonania
Kinga Preis i Mariusz Drężek - Ballady morderców